# Prick till prick

Ett delvis löst prick till prick.

Prick till prick eller prick-till-prick är ett slags enklare tidsfördriv, där en bild framträder när ett antal numrerade punkter i rätt ordning sammanbinds med linjer. Prick till prick riktar sig vanligen till barn, men finns även för vuxna. De vuxna varianterna består ofta av fler punkter, ibland över hundra, eller bildar mer vuxenanpassade bilder.